# Ulica Bolesława Chrobrego w Wodzisławiu Śląskim
Ulica Bolesława Chrobrego – ważny ciąg komunikacyjny w Wodzisławiu Śląskim, łączący to miasto z Rydułtowami oraz Radlinem-Głożynami, a także Pszowem. 
Jest także ważnym węzłem komunikacyjnym dla dzielnicy Radlin II, który łączy tę dzielnicę z drogą krajową nr 78 oraz przystankiem PKP Wodzisław Śl.-Radlin, a także ul. Radlińską która biegnie do centrum miasta. Długość tej ulicy do 1 stycznia 1997 roku wynosiła 5,2 km. Jednak po odłączeniu się Radlina ulica obecnie ma długość 4,7 km. Zabudowana jest zabudową jednorodzinną. W środkowym odcinku drogi przecina ją rondo, na którym krzyżują się ul. Kardynała Bolesława Kominka (kierunek Rydułtowy) oraz ul. Radlińska (kierunek Centrum). Wzdłuż ulicy biegnie też rzeka Leśnica, która przecina ją w dwóch miejscach. W okresie PRL-u ulica ta była podzielona na dwie części i od skrzyżowania z ul. Rybnicką (droga krajowa nr 78) do skrzyżowania z ul. Radlińską nosiła imię Bolesława Chrobrego, natomiast od skrzyżowania z ul. Radlińską do granic miasta nosiła imię Bolesława Limanowskiego. W latach 90. ulicę przedłużono i od tego czasu cała nosi imię Bolesława Chrobrego.
Ważniejsze obiekty przy Ulicy Bolesława Chrobrego w Wodzisławiu Śląskim
- Kościół pw. Św. Marii Magdaleny
- Remiza O„SP Radlin II”
- Kościół pw. Św. Izydora

## Galeria

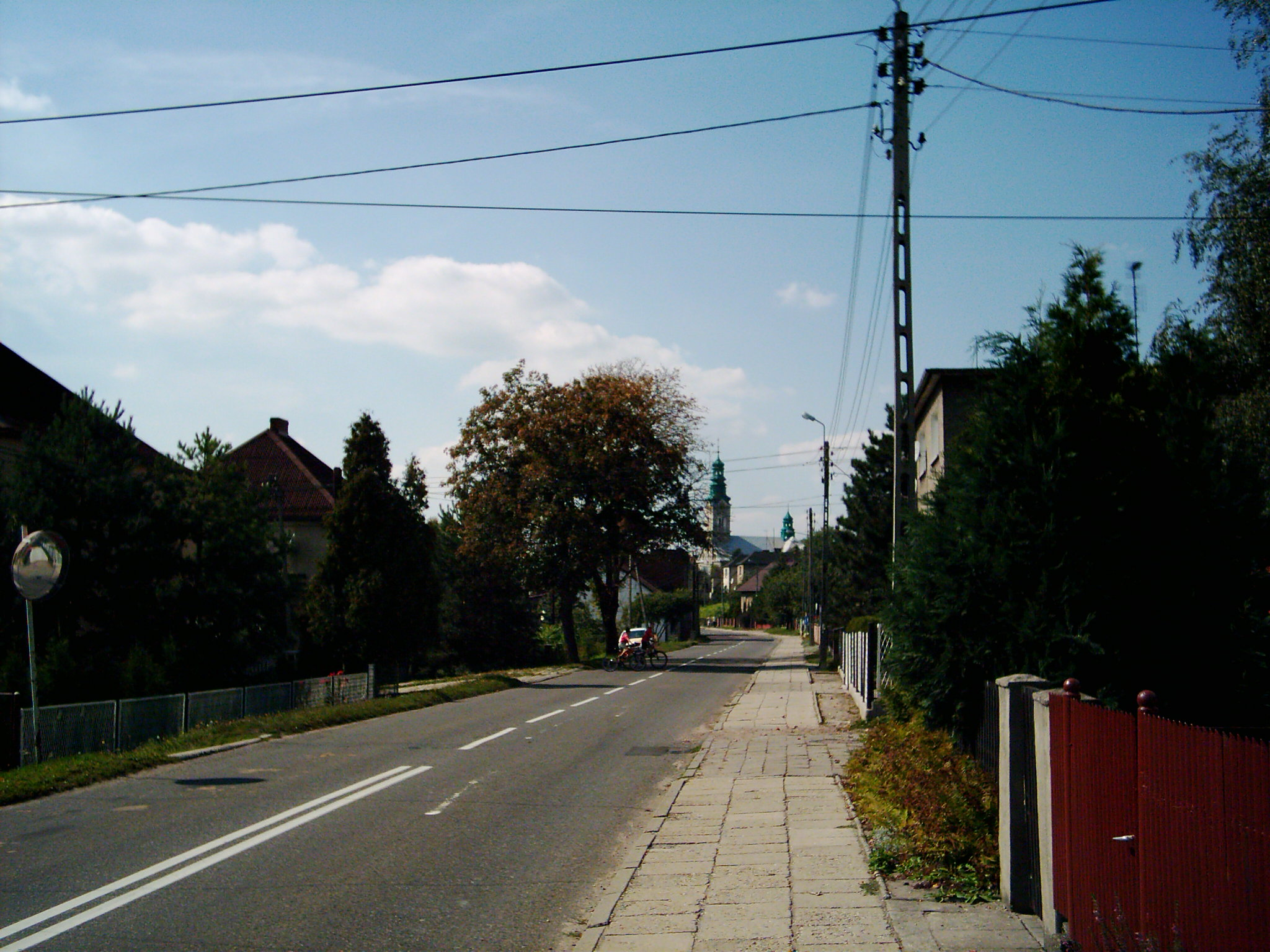
ul. B. Chrobrego w Wodzisławiu Śląskim - w głębi kościół Marii Magdaleny
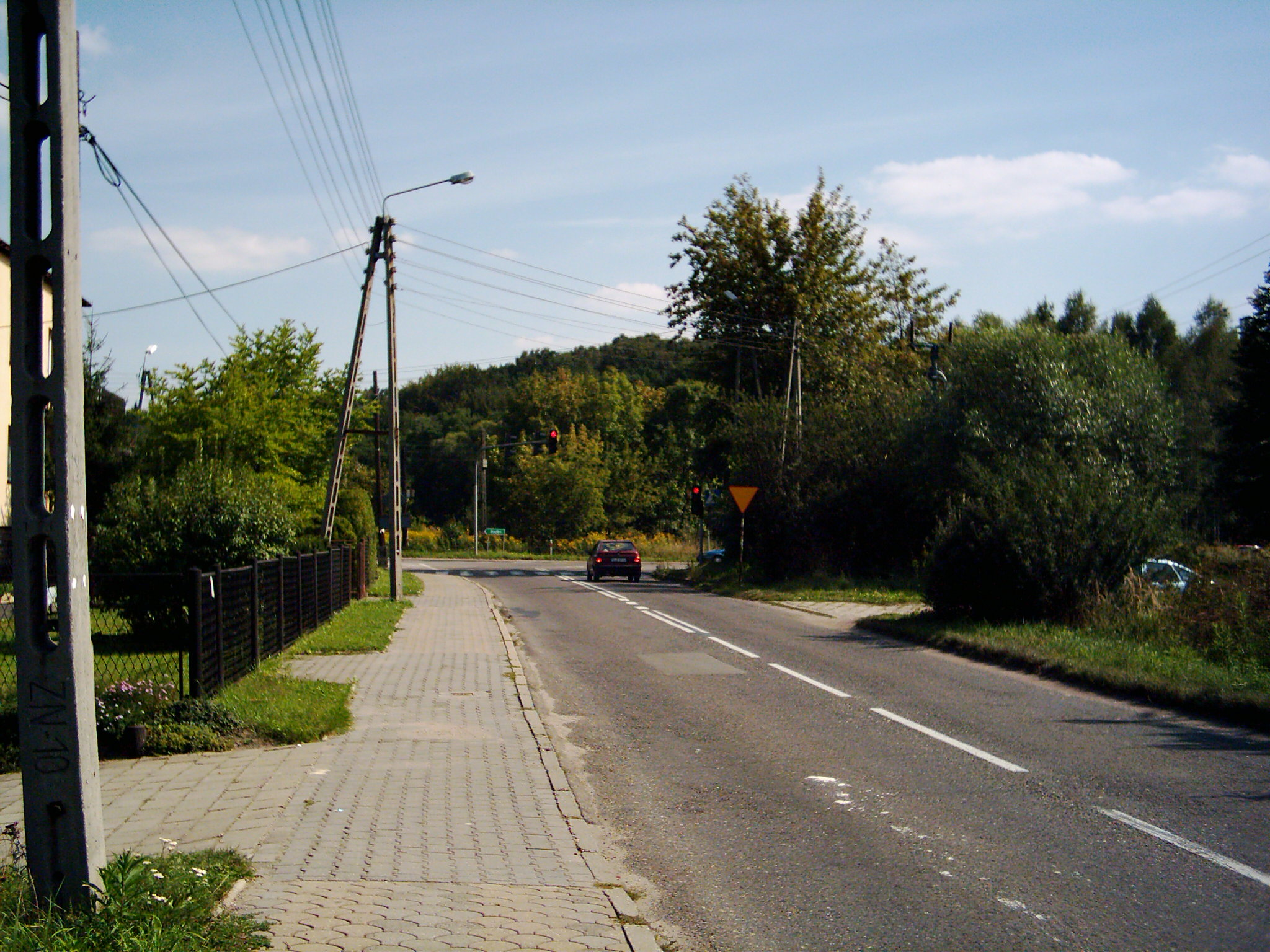
ul. B. Chrobrego w Wodzisławiu Śląskim - widok na skrzyżowanie z DK 78 - ul. Rybnicką
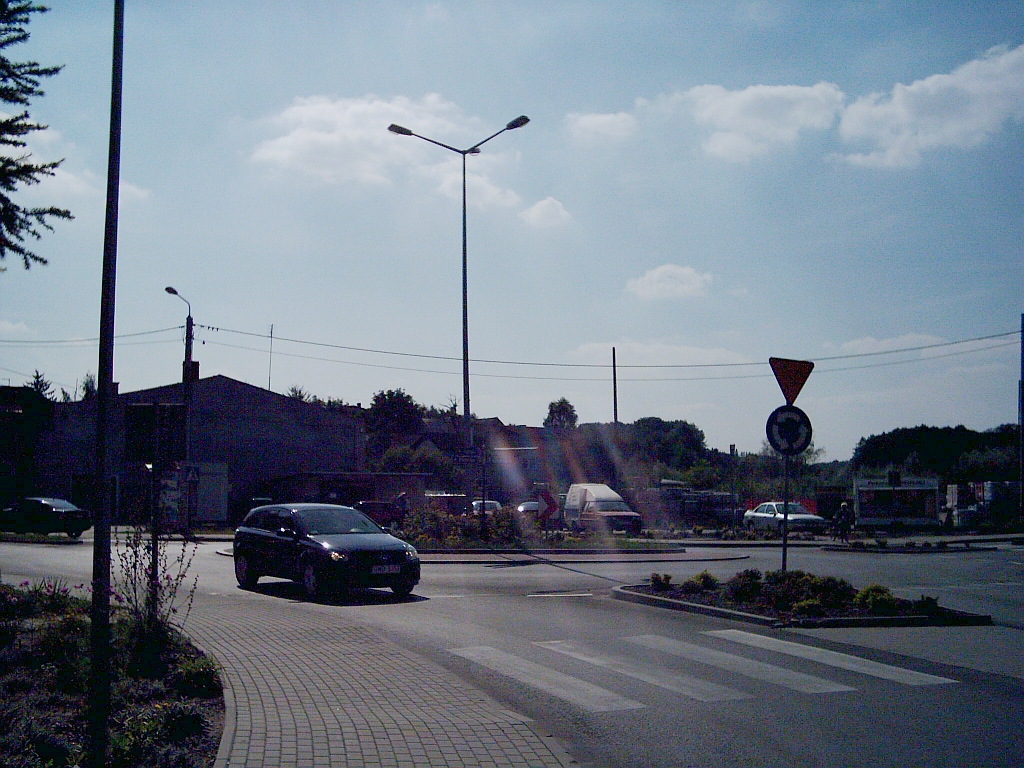
ul. B. Chrobrego w Wodzisławiu Śląskim - widok na Rondo św. Floriana ze skrzyżowaniem ulicy Chrobrego z ulicami Radlińską i Kominka

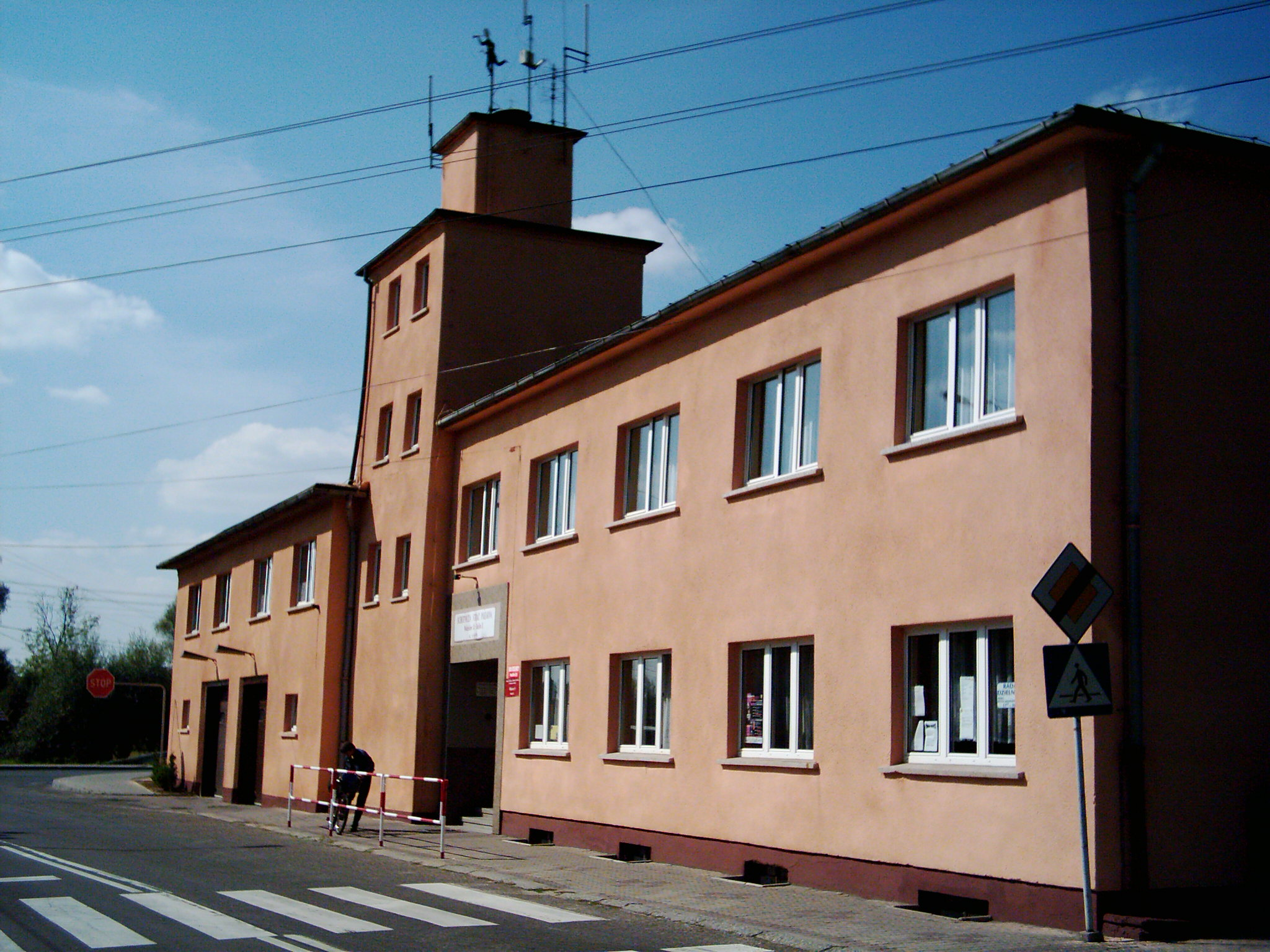
Budynek Remizy Strażackiej w Radlinie II przy ul. Chrobrego
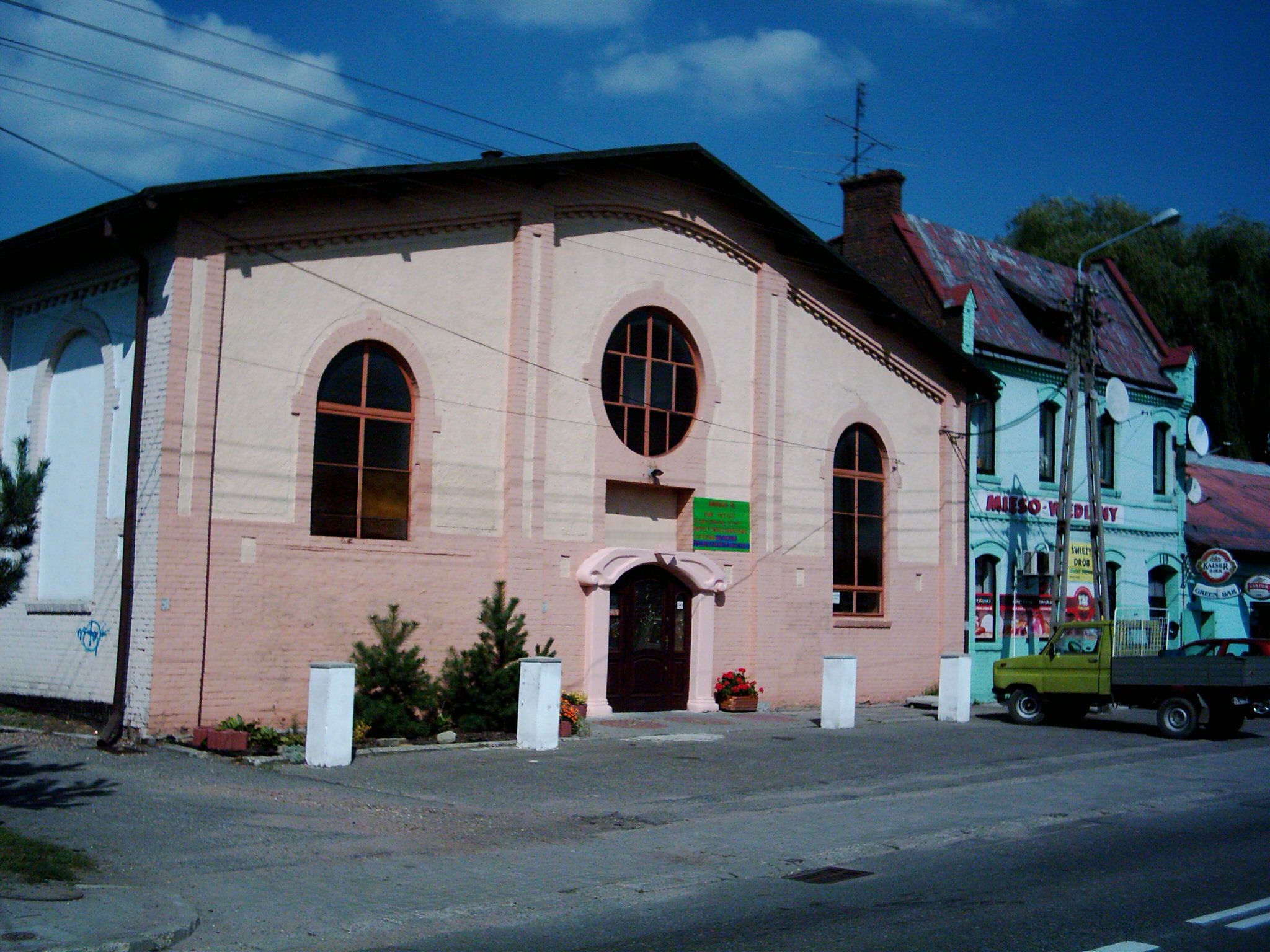
Zabytkowa Gospoda w Wodzisławiu Śl.-Radlinie II
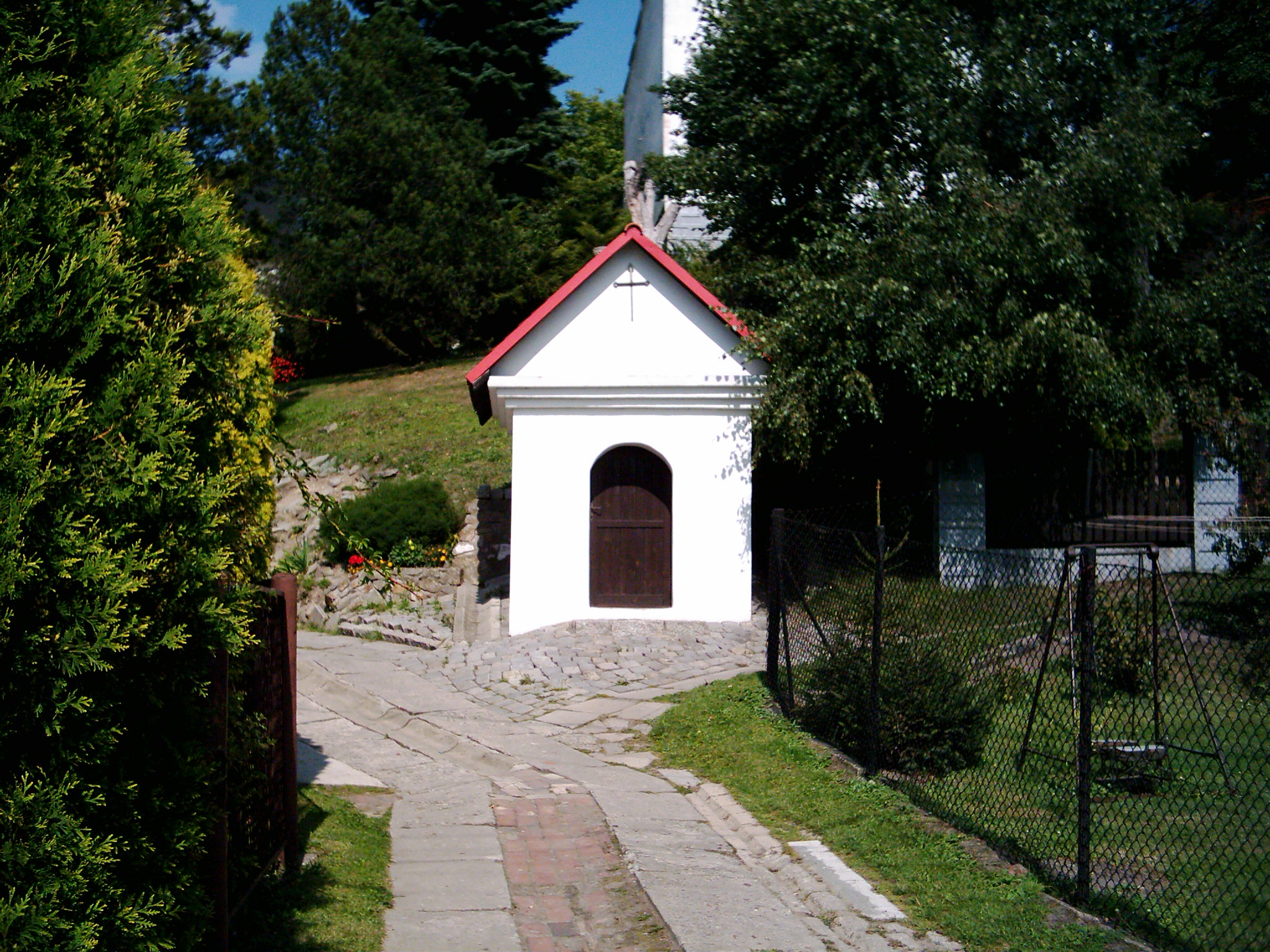
Kapliczka z XIX w. przy ul. B. Chrobrego w Wodzisławiu Śląskim

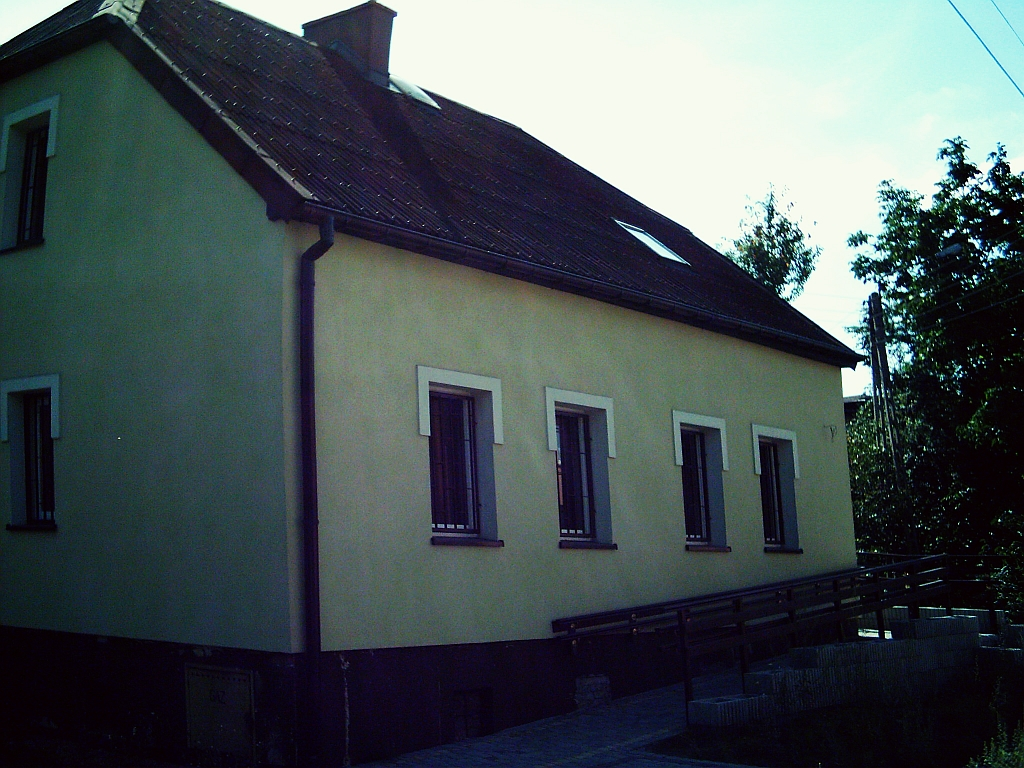
Budynek Poczty na ul. Chrobrego
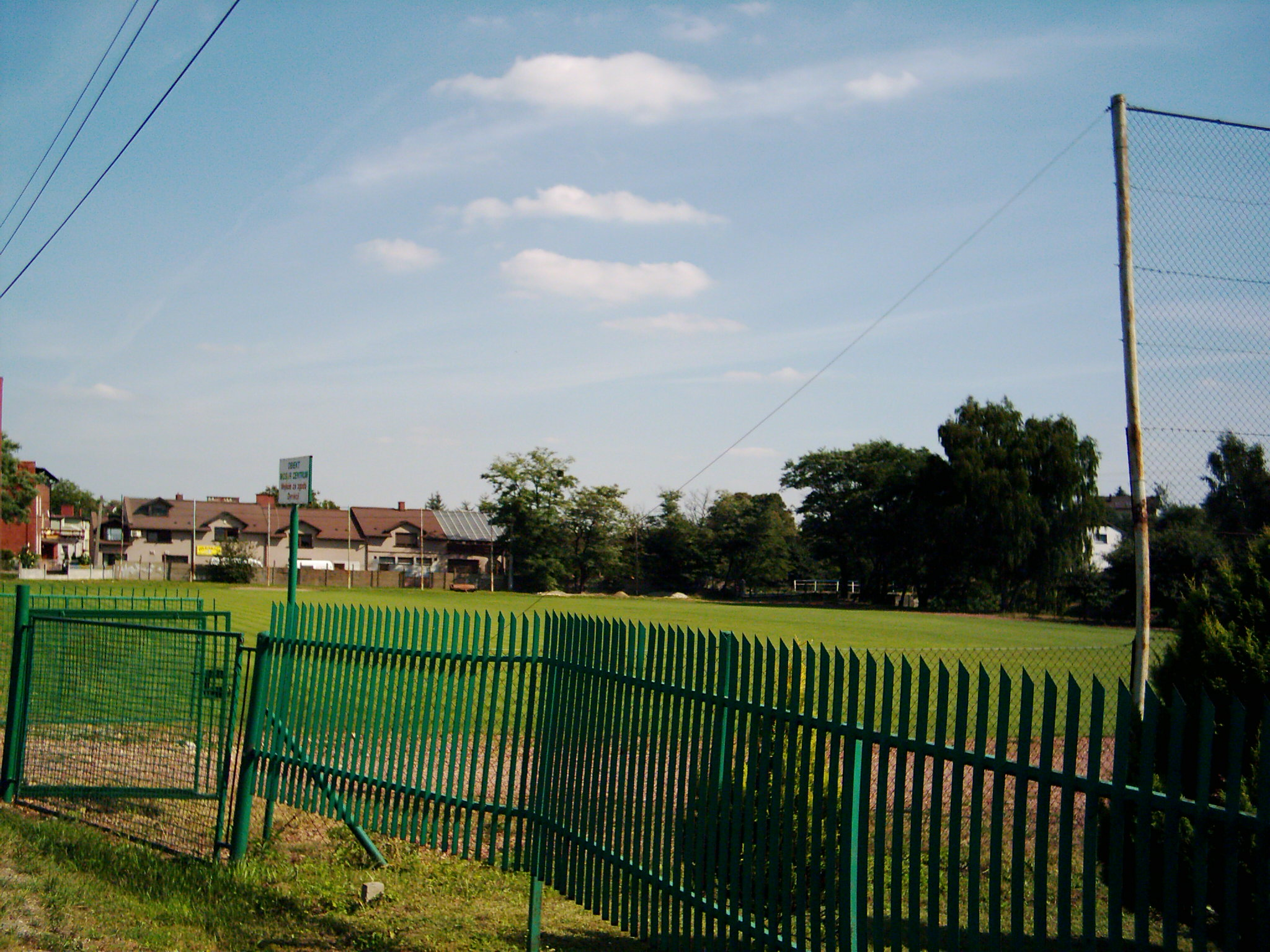
Boisko MOSiR-u "Centrum" przy ul. B. Chrobrego